# Marek Veselý
Marek Veselý (* 11. srpen 1968, Praha) je český podnikatel a kulturní manažer.
Vystudoval Hotelovou školu v Mariánských Lázních a získal titul MBA na Salzburg University a Columbia College v Chicagu.
Produkoval Sny svatojánských nocí na Křižíkově fontáně, Letní shakespearovské slavnosti, Ceny Thálie, Přehlídku České divadlo a v obecně prospěšné společnosti Pražská galerie českého skla a stále pořádá mezinárodní soutěž Stanislav Libenský Award 
Pro katarského zákazníka realizoval patnáctimetrové nerezové sochy Oryxů.
Zakladatel prémiové energetické tyčinky gfBar.